# Chiesa di San Leonardo (Padova)
La chiesa di San Leonardo era un edificio religioso di origine medievale che si affacciava in contrà San Leonardo, l'attuale via Savonarola a Padova. La chiesa fu occupata da botteghe nel 1810 in seguito ai decreti ecclesiastici napoleonici. La parrocchia fu ceduta alla chiesa di San Benedetto Vecchio. L'edificio, occupato poi da una farmacia fu completamente demolito nella seconda metà del Novecento.
A ricordo dell'antica chiesa rimane il toponimo del vicino ponte, chiamato appunto "di San Leonardo".

## Storia
La chiesa di San Leonardo, come ricorda Andrea Gloria, è citata per la prima volta in alcuni documenti del 1164 e 1168. Nel 1213 appare come luogo di culto inserito in un cenobio benedettino a cui fu legata sino alla seconda metà del XVI secolo. Il Cittadella nel 1601 la cita come chiesa parrocchiale ed il Rossetti nel 1780 la definisce priorato. La chiesa venne chiusa nel 1810 e convertita in abitazioni e botteghe a seguito dei decreti napoleonici. Il titolo parrocchiale fu trasferito alla chiesa di San Benedetto Vecchio, assieme a molti dipinti e suppellettili. La struttura resistette sino alla seconda metà del Novecento occupata da una celebre farmacia, quando venne demolita e sostituita dall'attuale edificio in cemento armato.
Nella chiesa era sepolto Sicco Polenton.

## Descrizione
La chiesa, di modeste dimensioni, si ergeva all'angolo tra le attuali vie Savonarola e Cristofori, spazio oggi occupato da una farmacia. Il Valle negli anni settanta del Settecento la rappresenta con la facciata rivolta a ponente. Sul fianco sinistro sporgevano cinque cappelle, mentre accanto al fianco destro si apriva uno spazio a sagrato (probabile area cimiteriale) delimitato dalla strada da un muricciolo. Subito dietro all'abside scorreva il canale della Bovetta.
Dell'edificio si sa ben poco, ma il Rossetti nel 1780 riportava le opere di maggior pregio che l'adornavano internamente: all'altare maggiore si trovava una tavola raffigurante San Leonardo che scioglie alcuni schiavi da ceppi lavoro di Pietro Damini. Nella cappella del Cristo v'era la pala Cristo orante nell'orto di Guy Louis II Vernansal. Vi era poi una Coronazione di spine di Domenico Zanella, una Andata al Calvario di Santo Piatti, una Flagellazione di Giovanni Battista Cromer. Vicino alla cappella di sant'Antonio Abate, la tavola di Luca da Reggio raffigurante Sant'Elena Imperatrice ora a San Benedetto Vecchio.

## Curiosità
Sembra che le giovani della parrocchia, seguendo un'antica consuetudine, non si sposassero mai in maggio.
La chiesa era famosa in città perché vi veniva celebrata la prima Messa del mattino e nella chiesa di Santa Lucia, l'ultima.